# Craspediopsis
Craspediopsis là một chi bướm đêm thuộc họ Geometridae.

## Các loài
- Craspediopsis bimaculata Warren, 1895
- Craspediopsis pallivittata (Moore, [1868])